# Lukačevci
Lukačevci (węg. Lukácsfa, prek. Lukašovci) – wieś w Słowenii, gmina Moravske Toplice. 1 stycznia 2017 liczyła 73 mieszkańców.